# مسروب ماشتوتس
مسروپ ماشتوتس مقدس (به ارمنی Մեսրոպ Մաշտոց؛ به انگلیسی Mesrop Mashtots)، (زاده ۳۶۱ میلادی، در روستای هاتسه‌گاتس در ناحیه تارون، ارمنستان غربی، درگذشته ۱۷ فوریه ۴۴۰ میلادی، در روستای اوشاکان، استان آراگاتسوتن)، ابداع‌کننده الفبای زبان ارمنی، بانی ادبیات نوشتاری ارمنی و نخستین آموزگار، مترجم و بنیان‌گذار نخستین مدرسه ارمنی، در (صومعه آماراس، آرتساخ) است.

## تاریخ
در دوران ارمنستان اشکانی، ارمنستان از لحاظ سیاسی بین دو نیرو یعنی ساسانیان و رومیان تقسیم شده بود و سیاست هر دو قدرت در قبال ارمنستان، کم و بیش، در جهت محو عاملی بود که امروز هویت ملی نامیده می‌شود. مسروپ ماشتوتس برای مقابله با خطر نابودی ملی در شرایط فقدان استقلال سیاسی، به فکر تقویت مبانی فرهنگی افتاد و با ابداع الفبای ارمنی و آموزش آن و ترجمه کتاب مقدس و متون علمی و فلسفی و مذهبی، به مردم خود استقلال فرهنگی بخشید.
سده پنجم میلادی در تاریخ فرهنگ ارمنستان به (سده طلایی) معروف است و علت اطلاق این نام، جنبشی است که در آغاز سده پنجم آغاز شد و مسروپ ماشتوتس طلایه دار آن بود، جنبشی که با ترجمه و تألیف آثار ارزشمند، در مدت چند دهه به بالاترین درجه شکوفایی رسید.

## زندگی
مسروپ در زادگاهش به آموختنِ دانش‌های وقت پرداخت و با سه زبانِ پارسی و یونانی و سریانی آشنایی یافت. سپس راهی واغارشاپات پایتخت ارمنستان شد و در دربار خسرو سوم، پادشاه ارمنستان، به سپاهیگری و دبیری دیوان دربار پرداخت ولی پس از چندی، علی‌رغم دستاوردهای شغلی به کسوت روحانیت درآمد. چندی بعد او همراه شاگردانش به ناحیه گوقتان در ارمنستان، که تا آن زمان آیین و آداب و رسوم پیش از مسیحیت در آن همچنان پابرجا و محفوظ مانده بود رهسپار شد. «شابیت»، فرمانروای ناحیه از او به گرمی استقبال کرد و برای گسترش و تبلیغ دین مسیح، امکاناتی در اختیار او گذاشت. اهالی گوقتان را به دین مسیح آورد.

## پیش‌زمینه ابداع الفبای ارمنی

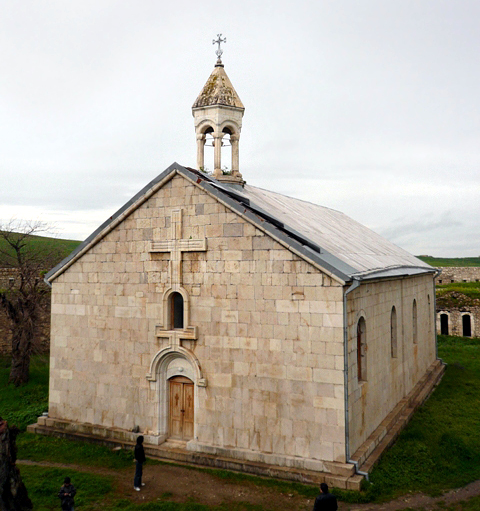
نخستین مدرسه ارمنی، در صومعه آماراس. مدفن گریگوریس مقدس، (نوه گریگور روشنگر) که در سال ۳۳۸ میلادی در راه تبلیغ مسیحیت جان باخت، در این صومعه واقع است.

پادشاهان ایران درصدد آن بودند که مسیحیت را از میان برداشته و دین زرتشت را به ارمنیان تحمیل کنند که این امر سرانجام به نبرد آوارایر منجر شد. (ارمنیان با شعار دفاع از دین به جنگی نابرابر برخاستند، جنگی که در اصل نه یک جنگ مذهبی بلکه جنگی مردمی و استقلال طلبانه با هدف حفظ موجودیت و نجات ارمنیان از نابود شدن به‌شمار می‌رفت. در حقیقت در آن زمان و در آن شرایط، دین جدا از ملیت نبود)، در واقع بازگشت ارمنیان به دین زرتشت به معنی مستحیل شدن آنان در جامعه زرتشتی بود.
در شرایط موجود، توده مردم به قدر کافی قادر به درک تعالیم مسیحیت نبودند، زیرا موعظه‌ها به زبان‌های یونانی و آشوری ایراد می‌شد که برای عامه مردم قابل فهم نبود. در آن شرایط مسئله گسترش و تحکیم مسیحیت در میان ارمنیان تنها، یک مسئله دینی نبود بلکه یک هدف سیاسی نیز به‌شمار می‌رفت، چراکه می‌بایست در برابر خطر نابودی ملی حایل می‌شد، بنابراین مسروپ درصدد برآمد تا که مسئله گسترش مسیحیت را در ابعادی وسیع تر از آنچه که از طریق موعظه و تبلیغ قابل عمل بود به اجرا درآورد.
«قلبم آکنده از درد است برای برادرانم و هم میهنانم؛ و همچنان در دام اندوه و در تلاطم افکار گرفتار بود که برای نجات چه تدبیری بیندیشد؟.»
در این افکار و نگرانی‌ها بود که بنابه نوشته موسس خورناتسی اندیشه ابداع الفبای ارمنی به ذهن او راه یافت. مسروپ برای تحقق این هدف عازم پایتخت شد و به حضور ساهاک پارتو رسید. در این ملاقات معلوم شد که جاثلیق نیز دستخوش همان افکار است. از این رو پیشنهاد مسروپ را پذیرفت.
روحانیون کلیسای ارمنی برآن بودند که از طریق ابداع خط و کتابت، در زمینه‌های فرهنگی و دینی نیز از تأثیرات کلیسای یونانی و آشوری در امان بمانند.

## ابداع الفبای ارمنی

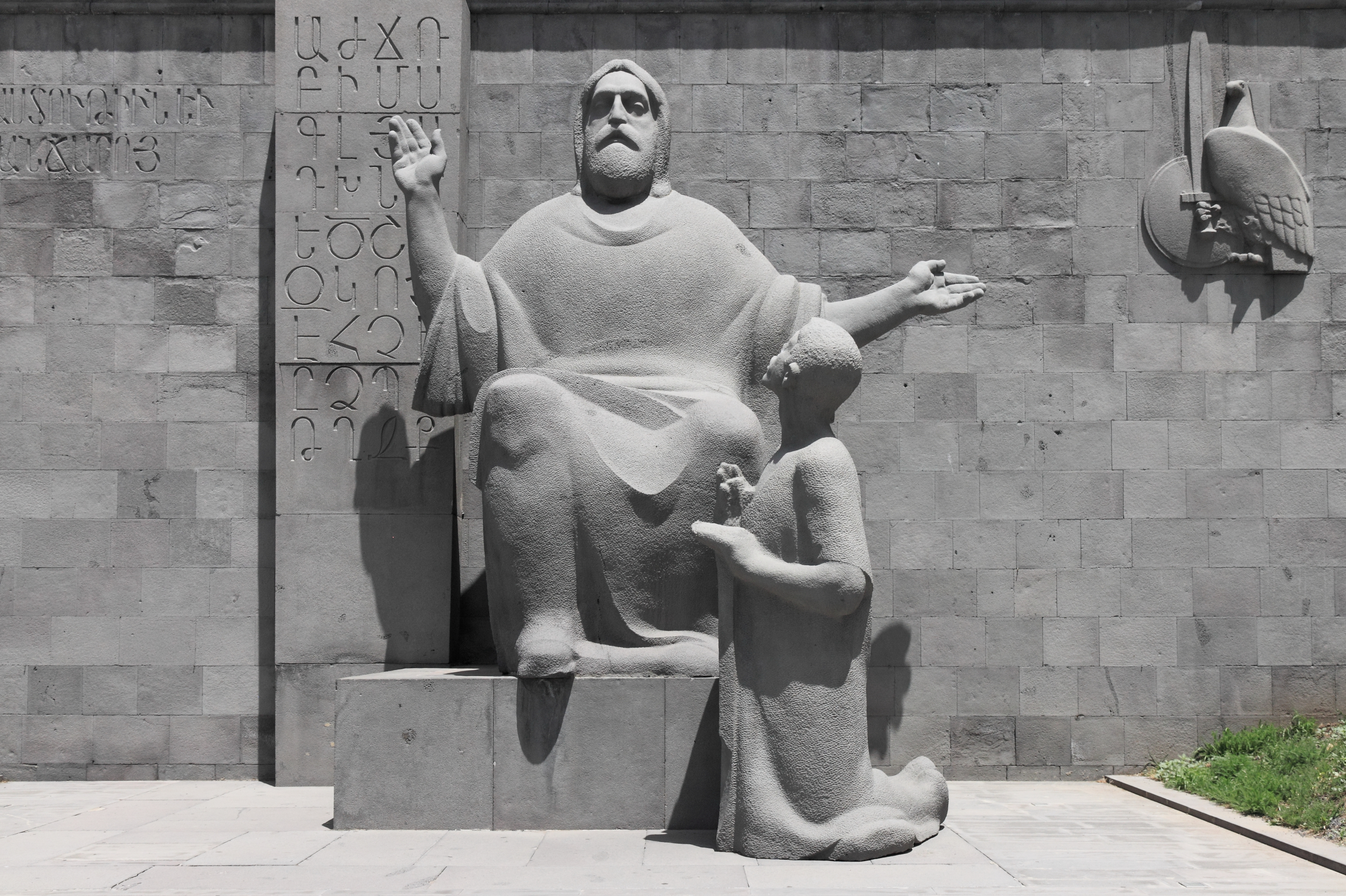
مجسمه مسروب ماشتوتس، در رو به روی در اصلی ماتناداران

مسروپ و ساهاک در جستجوی امکاناتی، برای ابداع الفبای ارمنی برآمدند و نیت خود را با بهرام شاپور پادشاه ارمنستان در میان گذاشتند. او نیز موافقت خود را اعلام داشت. این امر گویای ضرورتی بود که از شرایط سیاسی و فرهنگی وقت سرچشمه می‌گرفت و در عین حال، تلاش مشترک رهبران سیاسی و دینی، برای مقابله با خطر نابودی ملی ارمنیان را نشان می‌داد. پادشاه ضمن تشویق آنان، اطلاع داد که یک اسقف ارمنی به نام دانیل به‌طور اتفاقی الفبای ارمنی را یافته‌است. از این رو شخصی به نام «واهریج» را نزد یکی از بستگان دانیل گسیل داشتند. وی با شنیدن دستور پادشاه شتابان نزد دانیل رفت، نشانه‌های الفبا را از او گرفت و برای شاه ارمنستان ارسال کرد. این واقعه در پنجمین سال پادشاهی بهرام شاپور اتفاق افتاد. مسروپ گروهی از جوانان را گردآورد و الفبای دانیل را به آنان تعلیم داد؛ ولی بزودی آشکار شد، این الفبا که در ارمنی‌شناسی به حروف دانیالی شهرت دارد نمی‌تواند نیازهای زبان ارمنی را برآورد و برای نظام واجی غنی ارمنی ناقص است؛ بنابراین از آن چشم پوشیدند و جستجوها ادامه یافت.
مسروپ همراه گروهی از جوانان به یکی از بزرگترین مراکز علمی و آموزشی وقت، یعنی شهر ادسا رهسپار شد. تنی چند از آنان را در ادسا مستقر گردانید، دیگران را به شهر ساموستا روانه کرد تا در آنجا به تحصیلات یونانی بپردازند و خود به یاری افراد آگاه، در کتابخانه معروف ادسا که گنجینه عظیمی از متون در آن نگهداری می‌شد شروع به کنکاش کرد. او با مطالعه کتاب‌های گوناگون الفبای زبان‌های مختلف را مورد بررسی قرار داد، با ساختار و شکل نشانه‌ها و اصول نگارش آنان، که تسلط بدان‌ها برای ابداع الفبای ارمنی واجب می‌نمود، آشنا شد. پس از طی این مراحل مسروپ به ابداع نشانه‌های نوشتاری زبان ارمنی دست زد و الفبای ارمنی را با پیروی از بهترین اصول نوشتاری و با نشانه‌های خود ویژه پدید آورد.
با ابداع الفبای ارمنی، کار مسروپ در ادسا به پایان رسیده بود. از این رو وی به شهر ساموستا عزیمت کرد. در این شهر خوشنویسی را به نام «هروپانوس» یافت که در کتابت خط یونانی متبحر بود و خوشنویسی الفبای ابداعی خود را به او سپرد و با ترجمه جمله‌ای از کتاب امثال سلیمان از هروپانوس خواست که آن جمله را به خط خوش بنویسد تا به‌طور حقیقت توانایی و قابلیت حروف ابداعی، نه تنها از نظر مطابقت آن‌ها با نظام صوتی زبان ارمنی بلکه همچنین از نظر زیبایی نگارش نیز محرز گردد.

## دوران پایانی زندگی مسروپ ماشتوتس

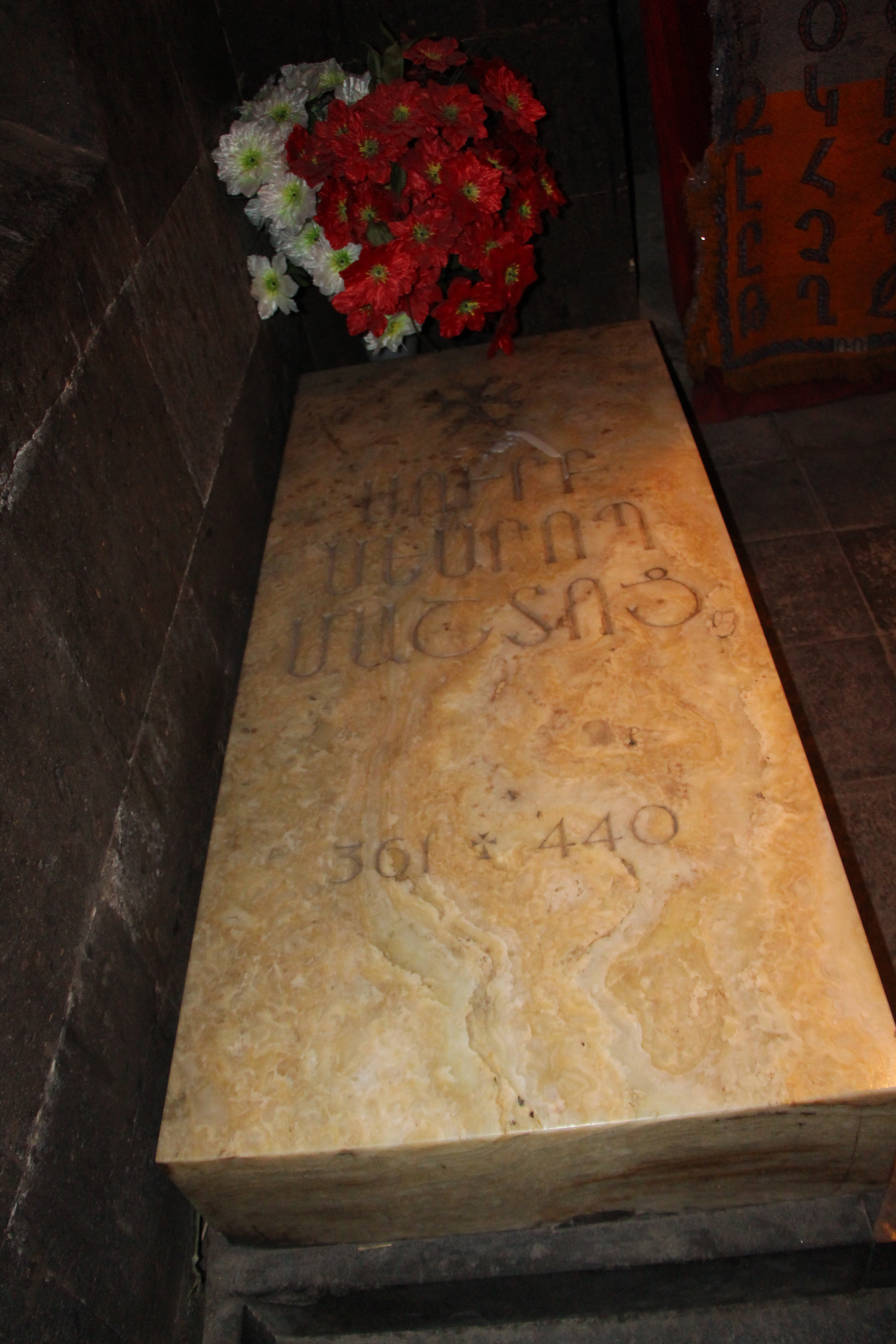
سنگ قبر مسروب ماشتوتس در روستای اوشاکان، داخل کلیسای مسروب ماشتوتس مقدس

مسروپ خود از یک سو فعالیت‌های آموزشی و از سوی دیگر امور ترجمه و تبلیغ را سرپرستی می‌کرد. آن‌ها در آغاز، چنان‌که انتظار می‌رفت، به ترجمه کتاب مقدس دست زدند. مسروپ خود، نخست در ناحیه گوقتان و سپس در سیونیک به فعالیت و تبلیغ پرداخت. شاگردان تعلیم یافته به نقاط مختلف ارمنستان گسیل شدند تا مردم را آموزش دهند و مسیحیت را به زبان مادری تبلیغ کنند. اقدامات مسروپ و شاگردانش در واقع جنبش روشنگرانه‌ای بود که نه تنها ارزش فرهنگی بلکه بیشتر اهمیت ملی و سیاسی داشت؛ زیرا بر اثر رشد فرهنگ مشترک پایه‌های وحدت تمامی بخش‌های ملت و یکپارچگی ساختار معنوی و فرهنگی آن استوارتر گردید.
ولی این آموزگار پرکار و نستوه هنوز رسالت خود را به پایان نرسانده بود. وی به موازات توسعه فعالیت‌های خویش در شهرهای ارمنستان شرقی، ابداع الفبا برای گرجیان و آلبانیای قفقاز که همسایگان ارمنستان بودند پرداخت.
مسروپ همراه گروهی از شاگردان خود به ارمنستان غربی رفت تا در آنجا نیز مدارسی را تأسیس کند. سپهسالار «آناتولیس» خبر ورود و قصد مسروپ و همراهانش را به اطلاع قیصر رسانید. قیصر نیز به موجب فرمانی به سپهسالار دستور داد تا مسروپ را به گرمی پذیرا شود و به مسروپ لقب «آکومید» به معنی (سختکوش، نگهبان بیدار)، اعطا نمود.
ماشتوتس همراه با ساهاک پارتو، این جنبش عظیم ادبی سده را تا پایان عمر خود رهبری کرد. بنا به گفته کوریون نخستین تاریخ‌نگار ارمنی، مسروپ ۳۵ سال پس از ابداع الفبای ارمنی در قید حیات و فعال بود. «واهان آماتونی» سه سال پس از درگذشت مسروپ ماشتوتس، معبدی بر مزارش بنا کرد و یکی از شاگردان او به نام کوریون بنا به توصیه جاثلیق «هوسپ وایوتس دزورتسی» به تدوین زندگینامه مسروپ پرداخت.